# Claude Nori
 (mai 2020).
Si vous disposez d'ouvrages ou d'articles de référence ou si vous connaissez des sites web de qualité traitant du thème abordé ici, merci de compléter l'article en donnant les références utiles à sa vérifiabilité et en les liant à la section « Notes et références ».
Claude Nori (né le 4 février 1949 à Toulouse) est un photographe et éditeur français.
Il a créé les éditions Contrejour à Paris, la revue Caméra International, les Cahiers de la Photographie, participé à de nombreux événements culturels avant de fonder, en 1999, le festival Terre d’images à Biarritz, où il réside actuellement. 

## Biographie
Claude Nori découvre la photographie à dix-neuf ans à Toulouse grâce à Patrick Chapuis, alors qu'il se destinait à devenir réalisateur après des études au conservatoire du Cinéma français.
Ensemble, ils effectuent en 1974 leur première exposition dans le quartier de La Faourette et sont publiés dans la revue Photographie Nouvelle.
En 1974, il quitte Toulouse pour Paris, se lie d'amitié avec le photographe Bernard Plossu et fonde avec Contrejour, à la fois journal, maison d'édition et galerie à Montparnasse qui devient rapidement le lieu de rencontre et de diffusion de la nouvelle photographie.
Il publie la plupart des premiers livres d'auteurs photographes comme Guy Le Querrec, Bernard Plossu, Arnaud Claass, Denis Roche, Pierre et Gilles, Sebastião Salgado, Jeanloup Sieff, Gilles Peress, Luigi Ghirri et les humanistes, Robert Doisneau, Edouard Boubat, Willy Ronis, Sabine Weiss…
Après avoir travaillé pour Vogue, Daily Telegraph Magazine, il sort son premier livre de photographies, Lunettes en 1976, préfacé par Agnès Varda, suivi d’un roman aux éditions du Seuil dédié à la photographe américaine Donna Ferrato, deux films et de nombreux livres dans lesquels il poursuit une quête photobiographique tournant autour du flirt photographique (dans lequel l'appareil joue le rôle de go-between) de l’adolescence, de l’Italie et du bonheur. Il expose dans de nombreux festivals (Arles, Malmo, Houston, Tokyo, Valencia, Rome, Corigliano, Rio de Janeiro, Coïmbra...) galeries et ses œuvres sont présentées dans de nombreuses collections. En 1984, il participe au projet (exposition et livre) Viaggio in Italia avec Mimmo Jodice, Luigi Ghirri, Mario Cresci, Olivo Barbieri (en), Gabriele Basilico, Guido Guidi, Giovanni Chiaramonte...
En 1999, avec sa femme Isabelle Nori, il s'installe à Biarritz où ils fondent le festival Terre d'Images et la revue Photo Nouvelles puis Revista, un autre Sud-Ouest en 2003. En juin 2011 a lieu le lancement des nouvelles éditions Contrejour.
Claude Nori est représenté par la galerie Polka, Paris

## Dernières expositions
- Château d'eau de Toulouse, La géométrie du flirt, du 8 juin au 19 septembre 2011
- Hôtel du département de la Seine-Maritime, Rouen, Les instantanés du bonheur, 17 grands photographes de Jacques Henri Lartigue à Claude Nori, du 28 juin au 20 septembre 2011
- Galerie Blooworkshop, Lyon Septembre de la Photographie, Dopo la dolce vita, du 10 septembre au 29 octobre 2011
- Maison européenne de la photographie, Claude Nori, Éditeur et Photographe, du 5 septembre au 4 novembre 2012
- Maison de la photographie, Claude Nori, éditeur et photographe, Lille, du 6 février au 12 mars 2013.
- Galerie Polka, Paris, 2015, 2016, 2017
- Galerie Le Parvis, Pau du 16 septembre au 28 octobre, 2017
- Villa Margherita, Riccione, juillet-août 2019
- Musée de Guethary, juillet-août 2019
- Rencontre d'Arles, juillet 2021, Je chercherai dans chaque été, avec Vincent Delerm. Polka Plage.

## Publications
- Agnès Varda (Préface), Lunettes, Paris (19, rue de l'Ouest, 75014), Contrejour, 1976 (LCCN 76487393, lire en ligne)
- Une fille instantanée : roman, Paris, Seuil, coll. « Fiction & Cie » (no 45), 1981, 188 p. (ISBN 2-02-005826-X, LCCN 81144268, présentation en ligne)
- Il me semble vous avoir rencontré quelque part, Paris, Contrejour, 1983, 83 p. (ISBN 2-85949-048-5, présentation en ligne)
- Gilles Mora et Claude Nori, L'Été dernier : manifeste photobiographique, Paris, Editions de L'Etoile, 1983, 91 p. (ISBN 2-86642-010-1, présentation en ligne)
- À l'Institut, N (ISBN 979-10-90294-34-9) (ISBN 979-10-90294-34-9)aples, 1986
- Stromboli, Paris, Contrejour, 1991 (ISBN 2-85949-131-7)
- Fugues toulousaines : images choisies et quelques textes, Rodez, Editions Subervie, 1997 (ISBN 2-911381-03-3)
- Toi et moi, Indre, En vues, 1999, 79 p. (ISBN 2-911966-14-7)
- Un été italien, Paris, Marval, 2001, 195 p. (ISBN 2-86234-323-4)
- Les Couleurs du bonheur, Lieux dits, coll. « 24 images », 2004, broché (ISBN 978-2-914528-03-0), p. 54
- La Photographie en France des origines à nos jours, Paris, Flammarion, coll. « Photographies », 2008, 319 p. (ISBN 978-2-08-121467-5, LCCN 2008485766, présentation en ligne), p. 319
- Passion al dente : un récit et des recettes, Toulouse, Éditalie, 2010, 207 p. (ISBN 978-2-9525264-2-5)
- Frédéric Schiffter (Préface), La géométrie du flirt, Biarritz, Contrejour, 2011, 79 p. (ISBN 979-10-90294-00-4)
- Jours heureux au Pays basque, Paris, Contrejour, 2011, 239 p. (ISBN 979-10-90294-01-1)
- Marco Delogu, Dan Dubowitz, Claude Nori, Bernard Plossu et Gilles Verneret, Italia, Dopo la dolce vita, Villeurbanne, Editions 205, 2011, 71 p. (ISBN 978-2-919380-06-0)
- Claude Nori, Les désirs sont déjà des souvenirs, Contrasto, Italie, 2012
- Claude Nori, Un photographe amoureux, Contrejour, France, 2014
- Claude Nori, Stromboli, Contrejour, France, 2015
- Vacances en Italie, Contrejour, 2018 •  (ISBN 979-10-90294-33-2)
- Luigi Ghirri, l'amico infinito, Contrejour, 2019 •  (ISBN 979-10-90294-34-9)
- Je chercherai dans chaque été,  avec Vincent Delerm, Galerie Polka, 2021
- Les pieds des photographes — Neuf photographes en Nouvelle Aquitaine, ouvrage collectif sous la direction d'Anne-Cécile Guilbard, avec des photographies d'Eva Avril, Jean-Luc Chapin, Marc Deneyer, Gabrielle Duplantier, Thierry Girard, Chrystèle Lerisse, Laurent Millet, Claude Nori et Claude Pauquet, Le Temps qu'il fait, Cognac, 2022 •  (ISBN 978-2-86853-699-0)
- Biarritz Paradiso. Contrejour, 2023 •  (ISBN 979-1-09029-458-5)